# ジャンコ・フェンター
ジャンコ・フェンター（Janco Venter、1994年9月19日 - ）は、プレミアシップサラセンズに所属するラグビーユニオン選手。

## プロフィール
- ナミビア・ウィントフック出身[1]。
- ポジションはロック(LO)、フランカー(FL)。
- 身長 194cm、体重 107kg
- ナミビア代表キャップは28（2020年12月現在）でワールドカップ2015・2019のナミビア代表に選ばれた[2]。

## 略歴
ウェルウィッチアス、ウェスタン・プロヴィンス、ジャージー・レッズを経て、2020年、サラセンズに加入。